# Werner Känzig

Werner Känzig (1960)

Werner Känzig (* 7. Februar 1922 in Zürich; † 23. Oktober 2002 in Weiningen ZH) war ein Schweizer Physiker an der Eidgenössischen Technischen Hochschule Zürich.

## Leben
Werner Känzig studierte an der Eidgenössischen Technischen Hochschule Zürich Physik und wurde mit seiner Dissertation Röntgenuntersuchungen über die Seignetteelektrizität von Bariumtitanat bei Paul Scherrer und Georg Busch 1951 in Zürich promoviert.
Nach seiner Habilitation wirkte er von 1954 bis 1961 als Privatdozent für Physik und von 1961 bis 1987 als Ordinarius für Experimentalphysik, insbesondere Festkörperphysik, an der Eidgenössischen Technischen Hochschule Zürich.
Werner Känzig  wurde 1987 in der Sektion Physik zum Mitglied der Deutschen Akademie der Naturforscher Leopoldina gewählt.

## Schriften und Vorlesungen
- Röntgenuntersuchungen über die Seignetteelektrizität von Bariumtitanat. Dissertation, Zürich 1951 (ETH Zürich Research Collection)
- Elektrizität und Magnetismus. Erster Teil der Vorlesung "Physik II" gehalten im Wintersemester 1977/78 an der Abteilung für Mathematik und Physik der Eidgenössischen Technischen Hochschule Zürich (ETH Zürich Research Collection)
- Wärmelehre. Zweiter Teil der Vorlesung "Physik II" gehalten im Wintersemester 1977/78 an der Abteilung für Mathematik und Physik der Eidgenössischen Technischen Hochschule Zürich (ETH Zürich Research Collection)
- Eine nostalgische Einführung in die Quantenphysik. Vorlesung gehalten im Sommersemester 1978 an der Abteilung für Mathematik und Physik der Eidgenössischen Technischen Hochschule Zürich. Zürich (ETH Zürich Research Collection)